# Comuna Zaruddea, Ivankiv
Zaruddea (în ucraineană Заруддя) este o comună în raionul Ivankiv, regiunea Kiev, Ucraina, formată din satele Kirove, Osoveț, Sloboda-Kuharska și Zaruddea (reședința).

## Demografie
Componența lingvistică a comunei Zaruddea
     Ucraineană (98,95%)
     Alte limbi (1,05%)
Conform recensământului din 2001, majoritatea populației comunei Zaruddea era vorbitoare de ucraineană (98,95%), existând în minoritate și vorbitori de alte limbi.